# Кърколди
Кърко̀лди (на английски: Kirkcaldy, на английски се изговаря по-близко до Къркооди, на шотландски Cathair Chaladain) е град в Източна Шотландия. Разположен е в област Файф на брега на залива Фърт ъф Форт. Първите сведения за града датират от 9 век. Областният център Гленродис се намира на 4 km на запад от Кърколди. Населението е 50 010 жители (2016 г.).

## Култура
В Кърколди се намира известната оперна компания Файф Опера.

## Спорт
Представителният футболен отбор на града се казва ФК Рейт Роувърс.

## Известни личности
Родени в Кърколди
- Адам Смит (1723 – 1790), философ и икономист
- Робърт Адам (1728 -1792), архитект и дизайнер
- Вал Макдърмид (р. 1955), шотландска писателка

## Побратимени градове
- Инголщат, Германия